# Sonic the Hedgehog (série de filmes)
Sonic the Hedgehog é uma série de filmes de comédia de ação e aventura desenvolvida pela Paramount Pictures e Sega Sammy Group. Faz parte da franquia de jogos eletrônicos Sonic the Hedgehog da Sega e consiste em três filmes lançados, com um quarto em produção e uma série de televisão spin-off. A série de filmes foi dirigida principalmente por Jeff Fowler, que dirigiu todos os três longas-metragens e o piloto de Knuckles (2024). A série arrecadou mais de US$ 1 bilhão em todo o mundo e recebeu uma recepção crítica geralmente positiva.

## Filmes
| Filme                | Data de lançamento nos EUA | Diretor     | Roteirista(s)                             | História de             | Produtor(es)                                               | Status  |
| -------------------- | -------------------------- | ----------- | ----------------------------------------- | ----------------------- | ---------------------------------------------------------- | ------- |
| Sonic the Hedgehog   | 14 de fevereiro de 2020    | Jeff Fowler | Pat Casey e Josh Miller                   | Pat Casey e Josh Miller | Neal H. Moritz, Toby Ascher, Toru Nakahara e Takeshi Ito   | Lançado |
| Sonic the Hedgehog 2 | 8 de abril de 2022         | Jeff Fowler | Pat Casey, Josh Miller e John Whittington | Pat Casey e Josh Miller | Neal H. Moritz, Toby Ascher, Toru Nakahara e Hitoshi Okuno | Lançado |
| Sonic the Hedgehog 3 | 20 de dezembro de 2024     | Jeff Fowler | Pat Casey, Josh Miller e John Whittington | Pat Casey e Josh Miller | Neal H. Moritz, Toby Ascher, Toru Nakahara e Hitoshi Okuno | Lançado |
| Sonic the Hedgehog 4 | 19 de março de 2027        | Em produção |                                           |                         |                                                            |         |

### Sonic the Hedgehog(2020)
Possuindo velocidade sobre-humana, Sonic é forçado a abandonar seu planeta natal, Mobius e acaba na Terra. Depois de ser descoberto na Terra, ele se une a um humano chamado Tom Wachowski para deter o Dr. Ivo Robotnik, que quer controlar seus poderes. O primeiro filme da série, foi lançado nos cinemas em 14 de fevereiro de 2020.
Originalmente planejado para ser lançado em 8 de novembro de 2019, Sonic the Hedgehog foi adiado para 14 de fevereiro de 2020, devido à resposta extremamente negativa ao design de Sonic no primeiro trailer. Após seu lançamento, o filme recebeu críticas mistas, mas foi um sucesso de bilheteria, tornando-se o sexto filme de maior bilheteria de 2020.

### Sonic the Hedgehog 2(2022)
Sonic une forças com Tails para deter o Dr. Robotnik, que recruta Knuckles, o Equidna, para encontrar uma esmeralda poderosa que tem o poder de construir e destruir civilizações.

### Sonic the Hedgehog 3(2024)
Sonic, Tails e Knuckles enfrentam um adversário misterioso e poderoso, Shadow the Hedgehog, enquanto o Dr. Ivo Robotnik se reúne com seu avô perdido, o Prof. Gerald Robotnik, sem saber que Gerald tem uma agenda sinistra própria.

### Sonic the Hedgehog 4(2027)
Em setembro de 2024, o produtor Toby Ascher declarou a intenção de novas parcelas da franquia após o lançamento de Sonic the Hedgehog 3. Em dezembro de 2024, o filme foi oficialmente aprovado, com estreia prevista para a primavera de 2027. Em janeiro de 2025, foi anunciado que o filme seria lançado em 19 de março de 2027.
Espera-se que Amy Rose e Metal Sonic, que apareceram na cena pós-créditos do filme anterior, apareçam neste filme. Embora nada tenha sido oficialmente divulgado sobre a história do filme, fãs e jornalistas especularam amplamente que ele se inspirará em Sonic CD (1993), que serviu como introdução de ambos os personagens na série de videogame. Em janeiro de 2025, Carrey expressou interesse em retornar como Robotnik se a premissa do filme o interessasse.

## Séries de Televisão

### Knuckles(2024)
Knuckles the Echidna pega o oficial adjunto de Green Hills, Wade Whipple, como seu aprendiz, ensinando-lhe os costumes dos Echidnas.

## Futuro
Em abril de 2024, Toby Ascher afirmou que temporadas adicionais de Knuckles ou mais séries de televisão baseadas em outros personagens seriam possíveis se Knuckles fosse um sucesso, e contanto que os cineastas tivessem uma "ótima história para contar". Em uma entrevista com a ComicBook, O'Shaughnessey expressou interesse em dar voz a Tails em uma série spin-off que poderia potencialmente explorar as origens do personagem dentro da série de filmes.